# Antarctosaurus
Antarctosaurus ("inte nordlig ödla". Kan även felaktigt tolkas som "ödla från Antarktis") är ett släkte av dinosaurier som tillhörde ordningen sauropoder och familjen titanosaurider och kom från yngre delen av kritaperioden för 83-65 miljoner år sedan i det som idag är Sydamerika (Argentina, Brasilien, Chile och Uruguay). Den var en stor, fyrbent växtätare med en lång hals och en lång svans, och nära släktingar var till exempel Argentinosaurus, Puertasaurus reuili och Laplatasaurus. Den kan ha varit bepansrad, så som andra titanosaurier. Man har inte hittat något komplett skelett efter Antarctosaurus, och längden av svansen varierar mellan sauropoder. Därmed är den exakta längden omöjlig att beräkna med hjälp av jämförelser hos närbesläktade djur. Typarten kan ha varit mellan 18 och 40 meter lång, och en andra art kan ha varit ett av de största landdjur som vetenskapen känner till.

## Etymologi
Rester efter denna dinosaurie nämndes för första gången i en text år 1916, även om de inte döptes eller beskrevs fullt ut förrän år 1929 i ett dokument skrivet av paleontologen Friedrich von Huene. Namnet Antarctosaurus hänvisar inte till kontinenten Antarktis, eftersom de första resterna hittades i Argentina. Dock har de båda namnen samma ursprung från grekiskans ord αντι/anti, som betyder 'motsats till', och αρκτός/arktos, som betyder 'norr'. Efterleden kommer från ordet σαυρος/sauros, vilket betyder 'ödla'. Släktnamnet hänvisar till dess geografiska placering på en sydlig kontinent samt på dess tänkta ödlelika utseende.

## Kvarlevor
Det fragmentariska skelett man hittat efter Antarctosaurus består av kranier, delar av käkarna, fragmentariska delar av halskotorna, skulderblad, ofullständiga överarmsben, mellanhandsben, ofullständigt bäckenben, lår, skenben, ben i foten samt andra fragment.

## Storlek
Släktet Antarctosaurus innehöll flera arter av vilka den största, Antarctosaurus giganteus, beräknas ha vägt minst 70 ton, kanske över 80 ton, och blivit upp till 40 meter lång. Få fynd gjorts av denna art, och därmed är måtten inte säkra. Beräkningarna av vikt och längd bygger framförallt på två jättelika lårben som var hela 2,3 meter långa - det är bland de längsta lårben som man känner till från någon dinosaurie. Övriga arter beräknas ha vägt 30-40 ton och varit 18-24 meter långa.

## Kroppsbyggnad
Antarctosaurus var byggd på samma vis som alla andra sauropoder. Den var en stor, fyrbent växtätare, hade en mycket lång hals, lång svans och pelarlika ben som bar upp en jättelik kropp utrustad med ett långt matspjälkningssystem för att kunna finfördela de svårsmälta växtdelar den åt. Dess bakben var slanka, den hade stora ögon och en bred mule, men dess huvud var relativt smalt (60 cm långt) med enbart ett fåtal penlika tänder i framändan av käkarna. Antarctosaurus bar troligen en sorts pansar på ryggen, vilket även en del andra titanosaurider gjorde. Liksom alla andra sauropoder var Antarctosaurus sannolikt ett flockdjur. Vissa forskare vill placera den i familjen Dicraeosauridae, andra i Titanosauridae. Förhoppningsvis kan fler fynd i framtiden sprida ljus över Antarctosaurus släktskap.